# Власть и социальные нормы в первобытном обществе
Власть и социальные нормы в первобытном обществе — различные формы институтов власти и общеобязательных норм поведения, сформировавшиеся на первобытной стадии развития общества. Для этого периода существования человечества характерно отсутствие политической власти и государственных институтов. Социальные нормы в этот период носят характер обычаев, традиций, обрядов и табу. В науке вопрос о том, можно ли считать данные социальные нормы правом или протоправом, является дискуссионным.

## Власть в первобытном обществе
Члены первобытного общества были равны, они не делились на управляющих и управляемых, поэтому политическая власть как таковая в таком обществе отсутствовала. Однако властные институты всё же существовали: члены первобытного общества подчинялись старейшинам, вождям или предводителям, но это подчинение было основано на авторитете этих людей, подкреплённом возможностью силового воздействия на отказавшегося подчиниться. Такая власть называется потестарной (лат. potestas — мощь, сила).

## Социальные нормы в первобытном обществе
Жизнь в первобытном обществе (добыча пищи, брачно-семейные и иные отношения между людьми) не была хаотичной, она подчинялась определённым обычаям и традициям, в которых закреплялись ритуалы, обряды, табу (запреты совершать определённые действия) и другие правила поведения людей в определённых жизненных ситуациях.
Обязательность выполнения этих норм обеспечивала община. Их нарушение могло повлечь наказание, вплоть до изгнания из общины (которое практически неминуемо приводило к смерти изгнанного).
Юристы-позитивисты не признают систему социальных  норм первобытного общества правом. Учёные других направлений рассматривают эту нормативную систему как право (см.: Общинное право) или протоправо.

## Преступление и наказание в первобытном обществе
Первоначально в первобытном обществе главным источником конфликтов был различного рода ущерб, нанесенный непосредственно человеку, затем, с развитием дарообменных отношений, важным источником конфликтов стал имущественный ущерб.
При этом отношение к проступкам родичей или членов своей общины коренным образом отличалось от реакции на действия чужаков. Внутри рода или общины конфликты старались решить мирным путем. Но всё же встречалось даже убийство сородичей. В этом случае наказанием обычно было изгнание.
В случае же убийства, совершённого чужаком, родичи убитого жестоко мстили убийце и его близким, чаще всего устраивая вооруженное нападение. Лишь в редких случаях можно было откупиться определенными материальными ценностями. Если даже убийство можно было компенсировать таким образом, то тем более возможной была компенсация за прочие виды ущерба: ранения, увечье, насилие, оскорбление и т.п. Однако принятие выплаты не было обязательным, и потерпевшая сторона могла предпочесть кровную месть.